# ATSC

DVB-T
ATSC
ISDB-T
DTMBUso de ATSC como Norma Oficial en el Mundo (Color Naranja). Distribución de los Sistemas de TV en el Mundo

Advanced Television Systems Committee (ATSC), en español Comité de Sistemas de Televisión Avanzada, es el grupo encargado del desarrollo de los estándares de la televisión digital en los Estados Unidos. ATSC fue creada para reemplazar en los Estados Unidos el sistema de televisión analógica de color NTSC. 
Las normas del ATSC son:
- El ATSC para la televisión digital terrestre y
- ATSC-M/H para la televisión digital terrestre en equipos portátiles o móviles.

La televisión de alta definición es definida por la ATSC, como una imagen panorámica pantalla ancha con una relación de aspecto de 16:9 con una resolución de 1920x1080 pixeles. Esto es más de seis veces superior al tamaño de resolución de los anteriores estándares. Sin embargo, también se incluye soporte para imágenes de distintos tamaños, por lo que hasta seis canales virtuales de televisión de resolución estándar pueden ser transmitidos por un solo canal de televisión de 6 MHz de ancho de banda. ATSC también contiene audio de calidad "teatral" mediante el sistema Dolby Digital con formato AC-3 que provee 5.1 canales de audio.
En los países que han adoptado la norma digital, se está llevando a cabo un proceso de transición hasta que los televisores analógicos hayan sido reemplazados por digitales o conectados a decodificadores de señal. Mientras tanto, las estaciones televisoras transmiten dos señales: una analógica, que frecuentemente se halla en la banda de frecuencias VHF y otra digital, transmitida en la banda UHF.

## Resolución
El sistema ATSC admite un definido número de resoluciones y de imágenes por segundo. Estos son los formatos enumerados por resolución:
| Resolución | Resolución | Relación de aspecto | Pixel aspect ratio | Desde revisión previa | Frecuencia (Hz)                                          |
| Vertical   | Horizontal | Relación de aspecto | Pixel aspect ratio | Desde revisión previa | Frecuencia (Hz)                                          |
| ---------- | ---------- | ------------------- | ------------------ | --------------------- | -------------------------------------------------------- |
| 288        | 352        | 4:3 o 16:9          | no-cuadrado        | progresivo            | 25                                                       |
| 480        | 640        | 4:3                 | cuadrado           | entrelazado           | 29.97 (59.94 campos/s) 30 (60 campos/s)                  |
| 480        | 640        | 4:3                 | cuadrado           | progresivo            | 23.976 24 29.97 30 59.94 60                              |
| 480        | 704        | 4:3 o 16:9          | no-cuadrado        | entrelazado           | 29.97 (59.94 campos/s) 30 (60 campos/s)                  |
| 480        | 704        | 4:3 o 16:9          | no-cuadrado        | progresivo            | 23.976 24 29.97 30 59.94 60                              |
| 576        | 352        | 4:3 o 16:9          | no-cuadrado        | entrelazado           | 25 (50 campos/s)                                         |
| 576        | 352        | 4:3 o 16:9          | no-cuadrado        | progresivo            | 25                                                       |
| 576        | 480        | 4:3 o 16:9          | no-cuadrado        | entrelazado           | 25 (50 campos/s)                                         |
| 576        | 480        | 4:3 o 16:9          | no-cuadrado        | progresivo            | 25                                                       |
| 576        | 544        | 4:3 o 16:9          | no-cuadrado        | entrelazado           | 25 (50 campos/s)                                         |
| 576        | 544        | 4:3 o 16:9          | no-cuadrado        | progresivo            | 25                                                       |
| 576        | 720        | 4:3 o 16:9          | no-cuadrado        | entrelazado           | 25 (50 campos/s)                                         |
| 576        | 720        | 4:3 o 16:9          | no-cuadrado        | progresivo            | 25 50                                                    |
| 720        | 1280       | 16:9                | cuadrado           | progresivo            | 23.976 24 25 29.97 30 50 59.94 60                        |
| 1080       | 1920       | 16:9                | cuadrado           | entrelazado           | 25 (50 campos/s) 29.97 (59.94 campos/s) 30 (60 campos/s) |
| 1080       | 1920       | 16:9                | cuadrado           | progresivo            | 23.976 24 25 29.97 30                                    |

Las diferentes resoluciones pueden operar de modo progresivo, o entrelazado, aunque la más alta sea 1080 en la cual no se puede mostrar de forma progresiva una secuencia de 59,94 o 60 cuadros por segundo.
Los monitores de televisión de definición mejorada pueden producir imágenes progresivas y frecuencias a 16:9 en formato de pantalla ancha. Semejantes resoluciones de 720x480 para la norma NTSC o 720×576 en PAL, permiten 60 fotogramas por segundo.
Actualmente ATSC viene desarrollando un estándar de televisión móvil/portátil denominado ATSC M/H que está en proceso final de aprobación y que permite la recepción móvil, en vehículos o dispositivos de mano, de un canal de televisión a 30 imágenes por segundo hasta llenar completamente el canal de 6 MHz con varios de ellos, compartiendo la capacidad de bits con varios programas de varias definiciones y de acuerdo al modelo de operación del radiodifusor.

## Países y territorios que utilizan ATSC
La norma de televisión digital ATSC fue adoptada en los países que se detallan:
| América                              | Oceanía                  | Asia          |
| ------------------------------------ | ------------------------ | ------------- |
| Estados Unidos                       | Guam                     | Corea del Sur |
| Canadá                               | Samoa Americana          |               |
| México                               | Islas Marianas del Norte |               |
| República Dominicana                 |                          |               |
| Haití                                |                          |               |
| Surinam                              |                          |               |
| Jamaica                              |                          |               |
| Bahamas                              |                          |               |
| Puerto Rico                          |                          |               |
| Islas Vírgenes de los Estados Unidos |                          |               |